# Neogoniolithon martellii
Neogoniolithon martellii (Sams.) Setchell & Mason, 1943  é o nome botânico  de uma espécie de algas vermelhas marinhas pluricelulares do gênero Neogoniolithon, família Corallinaceae, subfamília Mastophoroideae.

## Sinonímia
- Goniolithon martellii  Sams., 1914